# Bisse

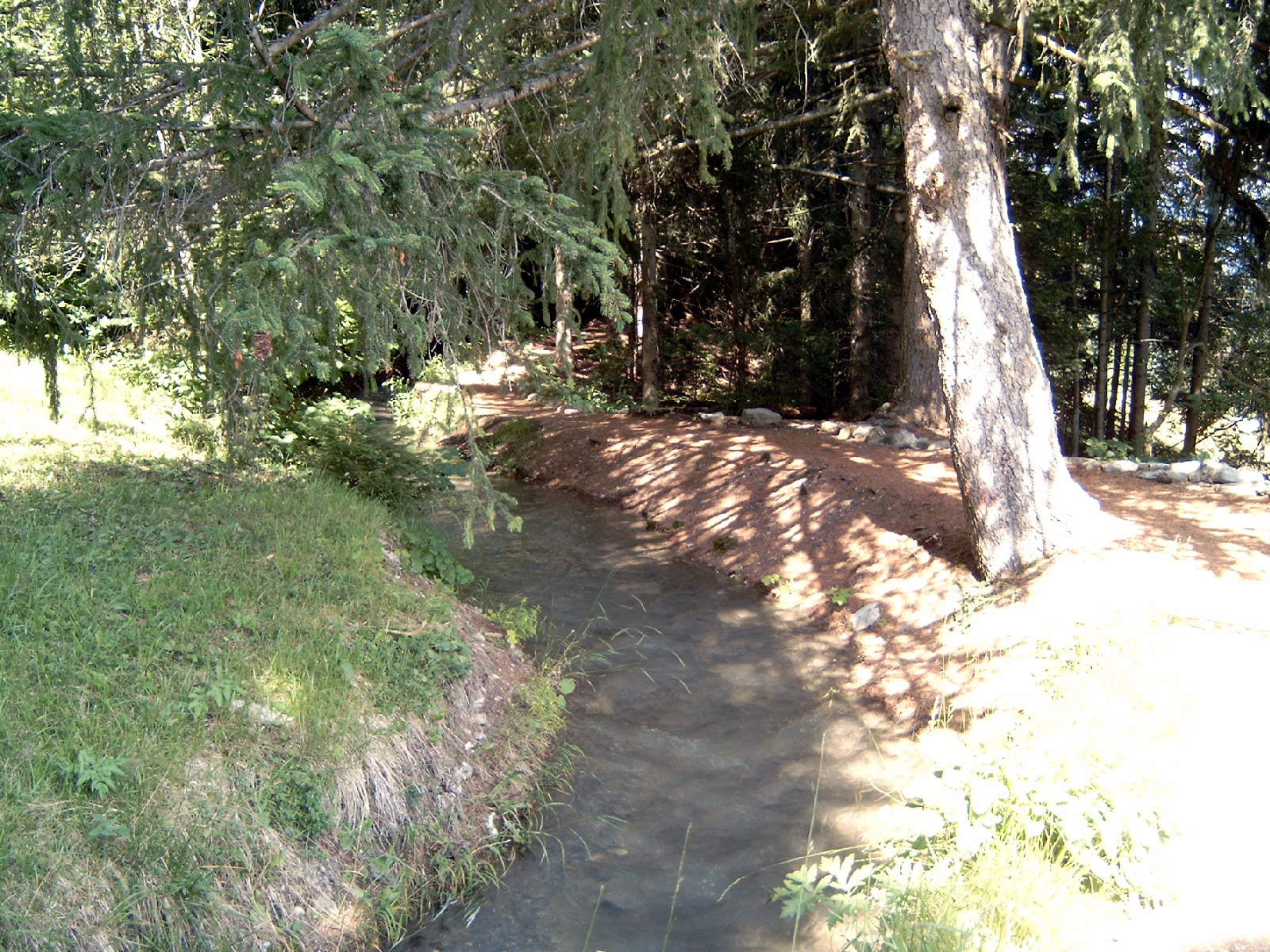
Bisse d'Ayent in Wallis

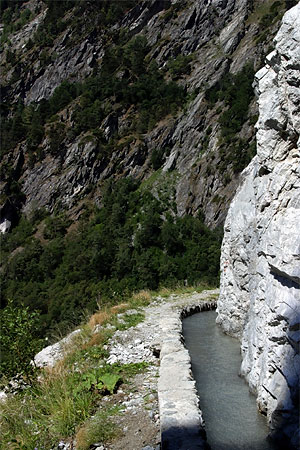
Gorperi Suone in het Baltschiedertal

Een bisse, spreek uit: bies, is een in de bergen aangelegde, meestal kilometers lange goot. Een bisse volgt de contouren van de hoogtelijnen in de bergen en heeft daardoor zeer weinig verval. Een bisse is ongeveer een meter breed en een halve meter diep. Aan de kant van het dal kan het water niet overstromen omdat daar een wallekant is opgeworpen, aan de andere kant kan het water niet overstromen vanwege de berghelling. De wallekant is meestal zo stevig, dat er goed over kan worden gewandeld. Wandelaars maken gebruik van de paden langs de bisses.
Het water dat door de bisses wordt toegevoerd is drinkwater voor de bevolking zelf, maar ook voor de koeien, die in de zomer naar de hoge bergweiden zijn, en is er ook voor de irrigatie. In het kanton Wallis in Zwitserland en het aangrenzende Italiaanse Valle d'Aosta, in Graubünden en in Tirol zijn veel bisses te vinden.
Bisse is de naam, die vooral in die delen van de Alpen wordt gebruikt, waar Frans wordt gesproken. Het Duitse woord voor bisse is Suone, en wordt gebezigd in het Duitstalige gedeelte van Wallis.
De techniek van het aanleggen van de bisses is waarschijnlijk van de Romeinen. Uiteraard was het aanleggen van bisses zware arbeid. Langs de berghelling moesten de bisses worden uitgegraven, maar ook werden er tunnels gegraven en over andere beken en langs loodrechte hellingen werden met steigers houten goten geconstrueerd. Dit alles gebeurde met de hand. De tunnels zijn meestal niet groter dan nodig voor een arbeider om te kunnen graven.
Tot in de 20e eeuw werden de bisses voor de watertoevoer onderhouden. Door moderne watertoevoer werden de meeste bisses overbodig en raakten in verval. Maar nu worden zij voor het toerisme weer hersteld en loopt er op veel plaatsen weer water door de bisses. In Wallis gebeurt dat. Er waren daarbij al zeer oude bisses, uit de 15e eeuw. Nog in de tweede helft van de 19e eeuw werd de Bisse de Saxon aangelegd. Het gebeurt, dat de bisses kennelijk nog zo belangrijk zijn voor de verdeling van het water, maar dat het onderhoud van de bisse te veel werk vraagt, dat ze in buizen onder de grond worden gelegd. Het enige dat er dan nog van is te zien, is een breed pad, dat maar zeer weinig in hoogte verliest.
Toen de bisses nog voor de watertoevoer dienstdeden, werden zij door wachters gecontroleerd. Er werden watermolens in de bisse geplaatst die hamerden, zodat wanneer er een storing was, dat duidelijk was. Dan was er niet meer het geluid van de houten hamers.
Vergelijk de bisses met de levada's op Madeira. Dezelfde techniek wordt ook in China toegepast.